# Fuente de la Diana Cazadora (Ciudad de México)
La Fuente de la Diana Cazadora es una fuente monumental localizada en la avenida Paseo de la Reforma de la Ciudad de México. La escultura, llamada originalmente «La Flechadora de las Estrellas del Norte» representa a la diosa de la Grecia Antigua Artemisa o su equivalente romano Diana, de donde tomó su nombre flechando las estrellas. El diseño de la fuente estuvo a cargo del arquitecto Vicente Mendiola Quezada, y la escultura fue realizada por el escultor Juan Fernando Olaguíbel. Fue inaugurada el 10 de octubre de 1942 por el entonces presidente Manuel Ávila Camacho.

## Historia

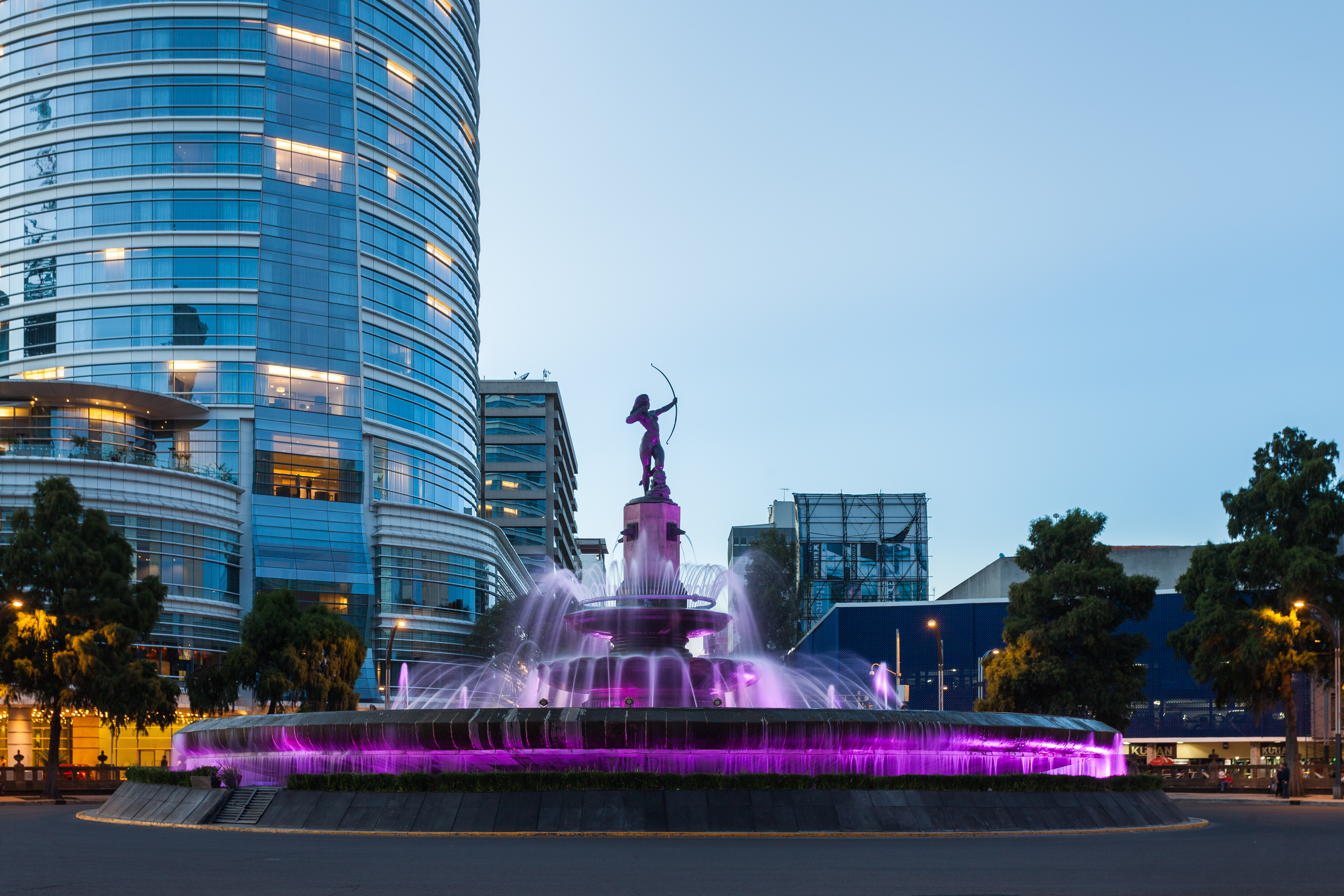
Fuente de la Diana cazadora sobre Paseo de la Reforma.

Entre los años 30 y los años 60 las autoridades capitalinas realizaron distintos proyectos de embellecimiento de la capital mexicana que implicarían la colocación de diversos monumentos y fuentes monumentales en el espacio público, en sintonía con el movimiento muralista y con la influencia estética del realismo socialista.
El entonces presidente de México, Manuel Ávila Camacho, a través del regente del Distrito Federal, Javier Rojo Gómez encargaron a la dupla conformada por el arquitecto Vicente Mendiola y el escultor Juan Olaguíbel —que realizaría en conjunto otros proyectos similares como la fuente de la Plaza California en la Colonia del Valle y la Fuente de Petróleos— la construcción de una fuente para la glorieta que se localizaba en Paseo de la Reforma cerca de la entrada al Bosque de Chapultepec. El tema que eligieron los comisionistas fue el de Diana, la diosa romana de la caza, Artemisa en la mitología griega, pero en esta fuente, esa diosa en vez de cazar animales ahora flecharía las estrellas de los cielos del norte. La elaboración de «La Flechadora de las Estrellas del Norte», que tiene un peso aproximado de dos toneladas, ocurrió entre abril y septiembre de 1942 en un taller de la calle Obrero Mundial.
La identidad de quién posó para el artista fue por mucho tiempo un misterio, hasta que en el año de 1992 se supo que la modelo tenía entonces 16 años de edad, se llamaba Helvia Martínez Verdayes (hoy viuda de Jorge Díaz Serrano) y trabajaba por las tardes como secretaria en las oficinas de Petróleos Mexicanos, en una oficina dirigida por Vicente Mendiola, amigo del escultor. Fue ahí donde éste le propuso que modelara para la escultura.[cita requerida] La joven aceptó y la escultura fue elaborada de abril a septiembre de 1942, mes en que finalmente se realizó la fundición en bronce de la misma. Durante todo ese tiempo, Helvia Martínez Verdayes posó desnuda para el escultor sin recibir pago alguno a condición de guardar en el anonimato su identidad, como declararía más adelante en entrevistas para Canal 22 y para la revista Macrópolis en junio de 1992; además ella fue la modelo de la Fuente de Petróleos 10 años después, en 1952.
La Fuente de la Flechadora de las Estrellas del Norte fue inaugurada el 10 de octubre de 1942 y desde ese momento se ganó el afecto del pueblo, quien la empezó a llamar «La Diana Cazadora», pero desde esa fecha también se ganó las críticas de los sectores más ultraconservadores de la sociedad mexicana de la época, y un año después la Liga de la Decencia  —de la que formaba parte Soledad Orozco, esposa del entonces presidente Ávila Camacho — tras una serie de actos de protesta que incluyeron la colocación de ropa interior de tela sobre la escultura argumentándose en motivos cristianos, logró que el gobierno capitalino censurara la escultura ordenando a Juan Olaguíbel colocarle un calzoncillo de bronce a su obra. Sin embargo, el artista —previendo otros tiempos de mayor libertad— únicamente lo fijó con tres puntos de soldadura, en espera de poder retirarlo más adelante. En 1957 el monumento sufrió daños por el terremoto de ese año.
Al paso del tiempo, con una mayor apertura social y ante la eventual celebración de las Olimpiadas de México 1968, con el objetivo de mostrar al mundo que la sociedad mexicana estaba a la vanguardia en el ámbito cultural, además de un programa de embellecimiento de la ciudad por el evento internacional, el entonces regente Alfonso Corona del Rosal, en respuesta a una petición de Juan Olaguíbel, decidió retirar el taparrabos de bronce de la escultura, y así tras 25 años, la Diana volvió a lucir su belleza original en 1967. Sin embargo, al realizar esto, la estatua sufrió algunos daños. Para solucionar la situación, se decidió fundir una nueva pieza sin defectos para que ocupara ese lugar, mientras que la que resultó dañada fue vendida por el artista al regente para evitar que la pieza fuera destruida. Esa pieza fue donada por el político a Ixmiquilpan, Hidalgo, su pueblo natal, donde permanece desde 1970. En 1967 la fuente apareció en una escena de la película Los caifanes de Juan Ibáñez, en donde los protagonistas le colocan ropa y El Azteca, protagonizado por Ernesto Gómez Cruz, besa la escultura.
Para 1974 con la construcción del Circuito Interior (hoy Circuito Bicentenario) la Diana fue retirada de su lugar y resguardada por dos años. Luego de las obras, en 1976 fue reubicada a un costado del extinto cine Chapultepec, en el Jardín Ródano o Parque del Ariel, en ese sitio la singular estatua permaneció por un espacio de 16 años. Ante las presiones de la ciudadanía y del círculo intelectual de la ciudad, la Diana se quitó de ese lugar y se colocó en 1992 en su tercera ubicación, en el cruce del Paseo de la Reforma con Río Mississippi y Sevilla, sustituyendo a la Fuente del Cutzamala Sistema Cutzamala, escultura conocida popularmente como "Las regaderas". 
Desde entonces ha permanecido en ese sitio.
En 2016 la modelo Helvia Martínez recibió un reconocimiento por parte del Senado Mexicano y otro, las "Alas de la ciudad" por el Gobierno de la Ciudad de México.

### Ubicaciones
- La primera ubicación de la fuente fue en la glorieta que se formaba donde se unían el Paseo de la Reforma, y las calles de Lieja y de Río Ródano, frente a la Puerta de los Leones del Bosque de Chapultepec. En 1974 fue retirada y resguardada por las obras de construcción del Circuito Interior y la desaparición de dicha glorieta.
- Posteriormente, en septiembre de 1976, fue colocada en el Jardín Ródano, que se encuentra en el espacio delimitado por la calle Río Ródano, el Paseo de la Reforma y el Circuito Interior, en la Colonia Cuauhtémoc. En ese sitio permaneció prácticamente deslucida durante 16 años.
- El 5 de agosto de 1992 fue trasladada a la glorieta que se forma en el cruce de Paseo de la Reforma con la calle de Sevilla y Río Mississippi, donde permanece hasta ahora.[11]

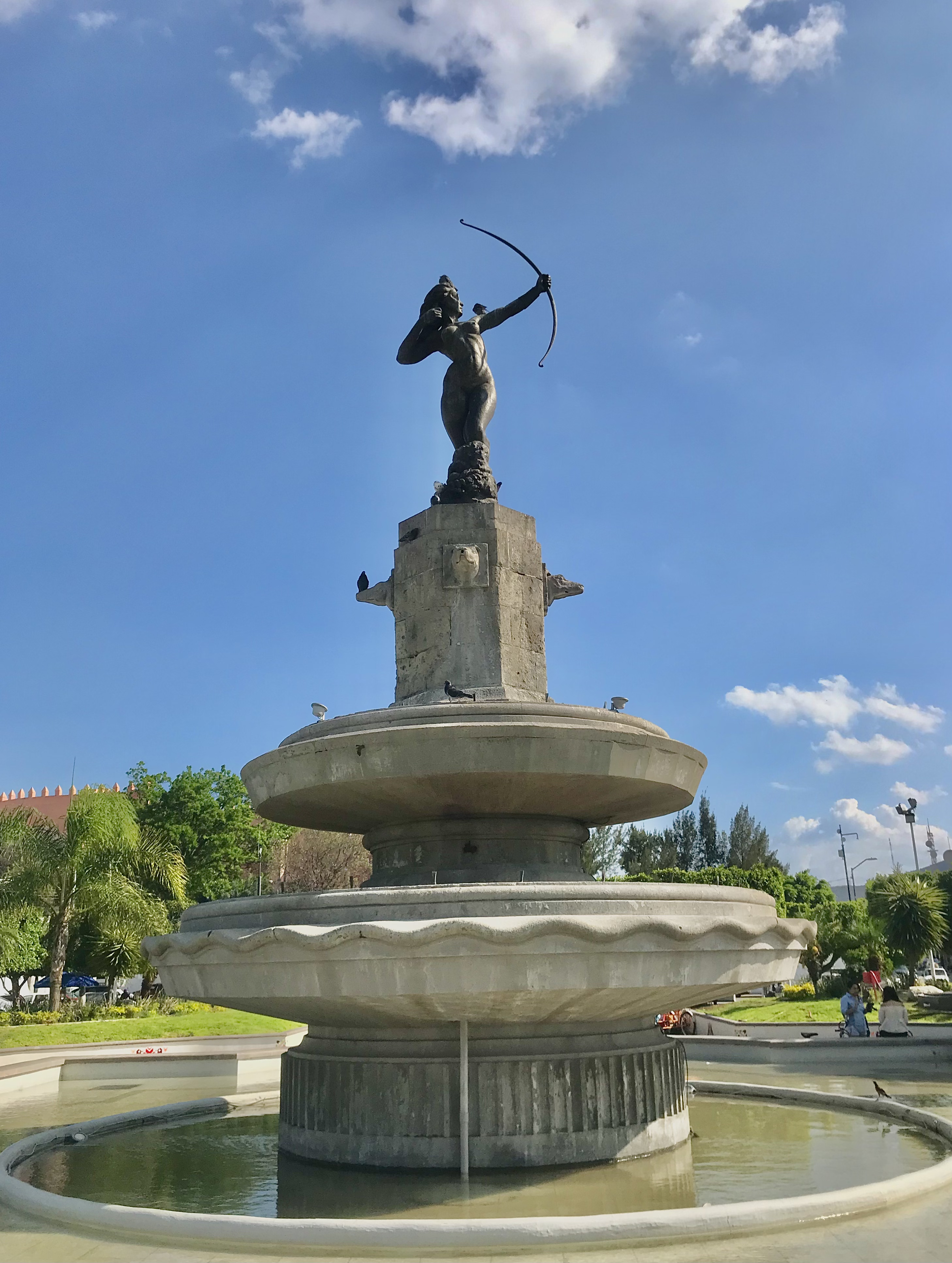
Fuente de la Diana Cazadora original que fuera donada por el Regente del Departamento del Distrito Federal, Alfonso Corona del Rosal, al Municipio de Ixmiquilpan.

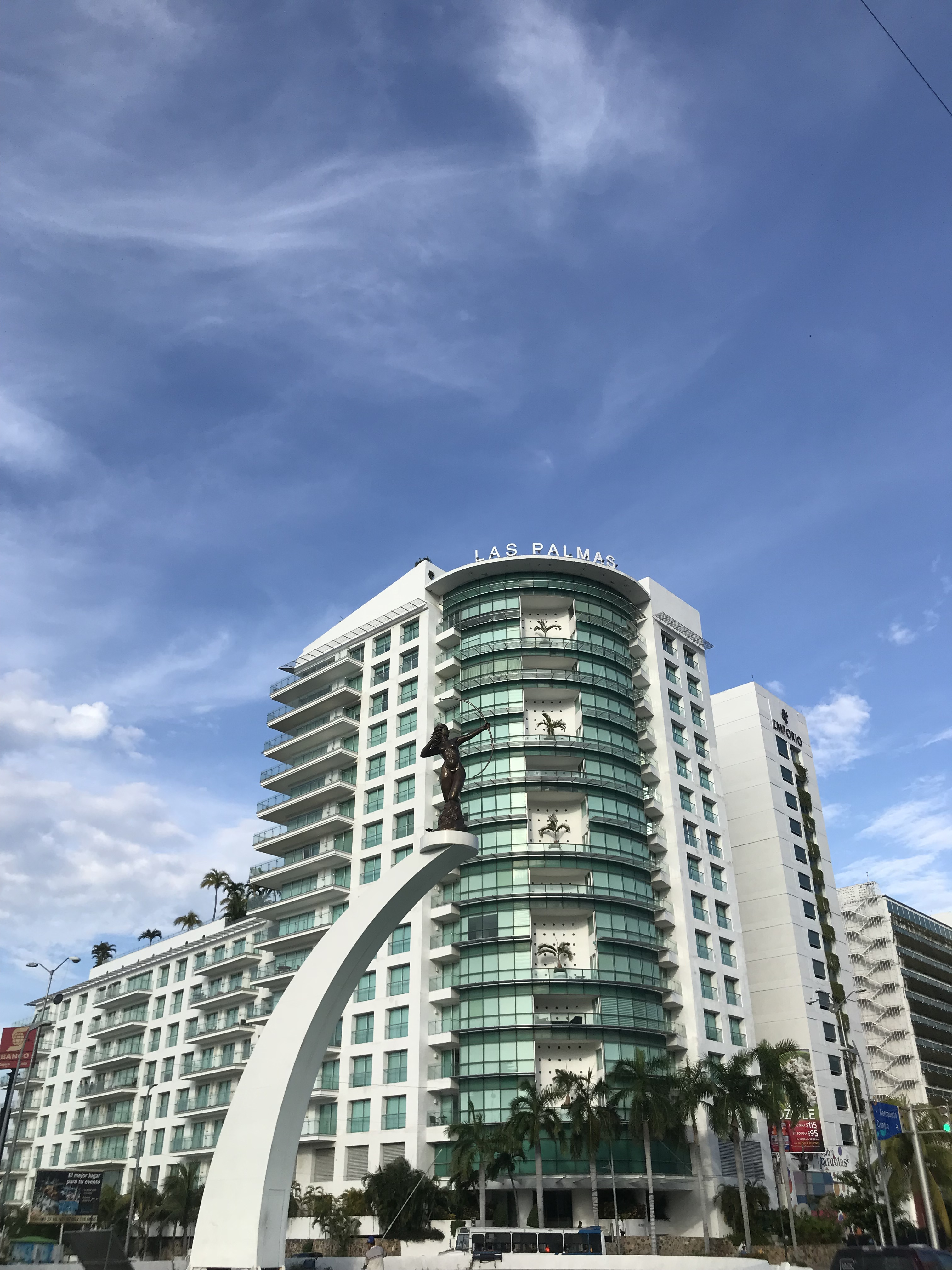
Réplica de la Fuente de la Diana Cazadora en Acapulco, Guerrero

## La escultura en otras ciudades
La escultura de la fuente de la Diana Cazadora tiene réplicas en otros espacios públicos en las ciudades de:
- Acapulco, Guerrero
- Colima, Colima
- Cuernavaca, Morelos
- Chihuahua, Chihuahua
- Ciudad Juárez, Chihuahua
- Ixmiquilpan, Hidalgo (la escultura original)
- Ixtapan de la Sal, Estado de México
- México, Distrito Federal:
  - Glorieta de Río Misisipi y Paseo de la Reforma
  - Génova y Hamburgo, Zona Rosa
- Monterrey, Nuevo León
- Pueblo, Colorado (Estados Unidos)
- Soledad de Graciano Sánchez, San Luis Potosí
- Tijuana, Baja California
- Tlalnepantla de Baz, Estado de México
- Tuxtla Gutiérrez, Chiapas
- Villa de Álvarez, Colima
- Villahermosa, Tabasco